# Heorhij Zjilin
Heorhij Semenovitj Zjilin (på ukrainsk: Георгій Семенович Жилін) (født 18. august 1925, død 12. september 1997) var en ukrainsk roer og dobbelt olympisk medaljevinder for Sovjetunionen.

## Rokarriere
Ved OL 1952 i Helsinki stillede Zjilin op i dobbeltsculler sammen med Ihor Jemtjuk, og duoen vandt deres indledende heat, hvorpå de måtte gennem semifinalernes opsamlingsheat, inden de nåede finalen. Her kunne de ikke følge med argentinerne Tranquilo Capozzo og Eduardo Guerrero, der sikkert vandt guld, mens Zjilin og Jemtjuk lige så sikkert vandt sølv, og Miguel Seijas og Juan Rodríguez fra Uruguay sikrede sig bronze.
Zjilin og Jemtjuk vandt derpå EM-bronze i dobbeltsculleren i 1954, mens de året efter blev europamestre.
Ved OL 1956 i Melbourne var han sammen med Jemtjuk skiftet til toer med styrmand med Vladimir Petrov som styrmand. Denne trio vandt sit indledende heat og sikrede sig deltagelse i finalen via en andenplads i semifinalen. I finalen var den amerikanske båd hurtigst og sikrede sig guld, mens den tyske båd fik sølv og Zjilin og hans makkere fik bronze.
De fulgte deres OL-medalje op med en EM-sølvmedalje i toer med styrmand i 1957.

## OL-medaljer
- 1952:  Sølv i dobbeltsculler
- 1956:  Bronze i toer med styrmand